# Holland's Next Top Model (mùa 3)
Holland's Next Top Model, Mùa 3 là chương trình truyền hình thực tế năng động của Holland's Next Top Model mà người xem không chỉ chứng kiến một cuộc cạnh tranh khốc liệt để tìm ra một người mẫu hàng đầu mà còn ảnh hưởng đến cuộc cạnh tranh và cuộc sống hằng ngày của một nhóm thí sinh đa dạng.
Điểm đến quốc tế của mùa này là São Paulo dành cho top 5.
Người chiến thắng của mùa này là Cecile Sinclair, 20 tuổi từ Middelburg. Cô giành được:
- 1 hợp đồng người mẫu của Modelmasters The Agency trị giá €75,000
- Lên ảnh bìa tạp chí Glamour
- Chiến dịch quảng cáo cho L'Oreal Paris
- Đại diện cho Hà Lan tham gia cuộc thi Ford Models Supermodel of the World 2008.

## Các thí sinh
(Tuổi tính từ ngày dự thi)
| Thí sinh               | Tuổi | Chiều cao               | Quê quán   | Bị loại ở | Hạng               |
| ---------------------- | ---- | ----------------------- | ---------- | --------- | ------------------ |
| Iris Dekkers           | 18   | 1,80 m (5 ft 11 in)     | Amsterdam  | Tập 1     | 12                 |
| Cicilia Kembel         | 19   | 1,76 m (5 ft 9+1⁄2 in)  | Rotterdam  | Tập 2     | 11 (dừng cuộc thi) |
| Shardene van den Boorn | 19   | 1,80 m (5 ft 11 in)     | Utrecht    | Tập 2     | 10                 |
| Nana Kwakye            | 23   | 1,78 m (5 ft 10 in)     | Amsterdam  | Tập 3     | 9                  |
| Monique Berends        | 19   | 1,83 m (6 ft 0 in)      | Arnhem     | Tập 4     | 8–7                |
| Anna Jonckers          | 21   | 1,81 m (5 ft 11+1⁄2 in) | Rijswijk   | Tập 4     | 8–7                |
| Anne Nolet             | 20   | 1,81 m (5 ft 11+1⁄2 in) | The Hauge  | Tập 5     | 6                  |
| Lilly Naarden          | 22   | 1,78 m (5 ft 10 in)     | Amsterdam  | Tập 6     | 5                  |
| Sophie Deahl           | 18   | 1,74 m (5 ft 8+1⁄2 in)  | Leiden     | Tập 7     | 4                  |
| Carmen Klaassen        | 20   | 1,78 m (5 ft 10 in)     | Harderwijk | Tập 9     | 3                  |
| Kassandra Schreuder    | 21   | 1,77 m (5 ft 9+1⁄2 in)  | Leiden     | Tập 9     | 2                  |
| Cecile Sinclair        | 20   | 1,73 m (5 ft 8 in)      | Middelburg | Tập 9     | 1                  |

## Các tập

### Tập 1
Khởi chiếu: 15 tháng 10 năm 2007
Hàng trắm thí sinh bán kết được đưa tới bãi biển ở Bloemendaal để bắt đầu cuộc thi. Họ đã có thử thách đầu tiên là đi catwalk trên bãi biển và kết quả là chỉ có 50 cô gái vượt qua được thử thách. Sau đó, 50 cô gái còn lại đã phải tự trang điểm và chọn trang phục cho mình để đi phỏng vấn với ban giám khảo. Kết quả là 12 cô gái đã được chọn và sẽ bước vào cuộc thi.
Vài ngày sau, 12 cô gái chung cuộc đã được di chuyển tới ngôi nhà chung của mình. Sau đó, họ đã có một bữa tiệc sâmpanh trên thuyền trước khi tham gia vào buổi chụp hình đầu tiên cho họ là ảnh mở đầu chương trình, trong đó họ hóa thân thành những tên tội phạm thời trang đang đứng trước bảng tội phạm. Ngay sau khi buổi chụp hình kết thúc, Daphne ngay lập tức nói tên người sẽ phải ra về và kết quả là Iris là thí sinh đầu tiên bị loại.
- Nhiếp ảnh gia: Philip Riches

### Tập 2
Khởi chiếu: 22 tháng 10 năm 2007
11 cô gái còn lại được gặp Anneriet van Schaijk từ quản lí người mẫu Modelmaster The Agency để nghe lời khuyên về cách ăn mặc khi đi tham gia một buổi casting. Sau đó, họ đã có thử thách tiếp theo đòi hỏi sự nhanh nhẹn trong việc lựa chọn khi họ phải trang điểm và phối đồ cho mình trong thời gian giới hạn, Sophie là người bị bỏ lại trong thử thách nên cô cùng với Cicilia & Lilly, là 2 người có trang phục tệ nhất trong thử thách, sẽ phải làm bồi bàn cho bữa tối của các cô gái và ban giám khảo trong nhà hàng. Quay về ngôi nhà chung, các cô gái nhận được bất ngờ khi thấy tấm hình có mặt họ cùng với diện mạo mới của họ.
Ngày hôm sau, các cô gái được nhận diện mạo mới của mình, nhưng Cicilia đã từ chối nhận diện mạo mới của mình nên cô đã ngay lập tức đứng dậy và rời khỏi tiệm salon, đồng nghĩa với việc là cô sẽ dừng cuộc thi. Ngày tiếp theo, họ đã có buổi chụp hình tiếp theo cho đồng hồ Gc, trong khi phải tạo dáng xung quanh những cánh tay đeo đồng hồ của những người mẫu nam. Vào buổi đánh giá, Cecile được gọi tên đầu tiên còn Shardene là thí sinh tiếp theo bị loại.
- Nhiếp ảnh gia: Dale Grant
- Khách mời đặc biệt: Anneriet van Schaijk

### Tập 3
Khởi chiếu: 29 tháng 10 năm 2007
9 cô gái còn lại đã được đánh thức dậy sớm và đã có một buổi tập thể dục dưới sự huấn luyện của Gee Andries. Quay về ngôi nhà chung, Daphne bất ngờ đến gặp các cô gái cùng với một chiếc bánh sinh nhật và quà cho Kassandra. Sau đó, họ được đưa tới bệnh viện và họ sẽ phải ở trong căn phòng trống một mình, từng người một sẽ có buổi nói chuyện với 2 bác sĩ tâm lí Linda de Wolf & Ruud van Andel mà không biết rằng là đây cũng là thử thách tiếp theo của họ để kiểm tra cách họ phản ứng với những lời chỉ trích. Kết quả là Anna & Lilly chiến thắng thử thách và nhận được một buổi mua sắm mỹ phẩm.
Ngày hôm sau, họ đã được đi khám sức khỏe  trước khi có buổi chụp hình tiếp theo cho bánh quy Lu, trong khi họ phải nhảy bungee từ trên cao xuống. Quay về ngôi nhà chung, các cô gái đã có buổi nói chuyện với Marvy Rieder từ Modelmaster The Agency. Vào buổi đánh giá ngày tiếp theo, Lilly được gọi tên đầu tiên còn Nana là thí sinh tiếp theo bị loại.
- Nhiếp ảnh gia: Ruud Binnekamp
- Khách mời đặc biệt: Linda de Wolf, Ruud van Andel, Marvy Rieder

### Tập 4: Rock The Catwalk
Khởi chiếu: 5 tháng 11 năm 2007
8 cô gái còn lại đã được tập luyện catwalk với Mariana trước khi được đưa tới đường cao tốc để tập đi catwalk liên tục không ngừng nghỉ. Ngày hôm sau, Bastiaan đến gặp các cô gái và đưa cho họ những quyển tạp chí để tìm hiểu xem phong cách ăn mặc của mình là gì, trước khi được đưa tới cửa hàng quần áo Mango tại Magna Plaza cho thử thách trình diễn thời trang trên thang máy trong khi họ phải tự lựa trang phục trong thời gian nhất định và phải tự trang điểm. Kết quả là Sophie chiến thắng thử thách và cô chọn Cecile & Kassandra để nhận thưởng là một buổi đi xem trình diễn thời trang của nhà thiết kế Monique Collignon với Mariana & Bastiaan cùng với một buổi nói chuyện với quán quân mùa trước, Kim Feenstra.
Ngày hôm sau, họ đã có buổi chụp hình tiếp theo cho keo vuốt tóc L'Oreal Paris, trong khi họ phải tạo dáng trong giày trượt patanh dưới gầm cầu đầy graffiti. Vào buổi đánh giá, Daphne đã cho các cô gái một buổi chụp hình tiếp theo là ảnh thẻ trắng đen. Thứ tự gọi tên mà Daphne lần này sẽ gọi là theo cặp và khi cặp thứ 3 là Anna & Monique được gọi, Daphne thông báo với cả 2 là họ sẽ là thí sinh tiếp theo bị loại.
- Nhiếp ảnh gia: Bernard Bertrand, Philip Riches
- Khách mời đặc biệt: Kim Feenstra

### Tập 5: Because You're Worth It
Khởi chiếu: 12 tháng 11 năm 2007
6 cô gái còn lại đã có một buổi tập thể hiện cảm xúc với cựu người mẫu Anja Henneman trước khi cô thông báo với họ rằng là họ sẽ phải tự nghĩ lời thoại cho mình để quay quảng cáo cho L'Oreal Paris. Ngày hôm sau, Daphne & Bastiaan thông báo với các cô gái rằng họ sẽ bay tới São Paulo sau buổi loại trừ tuần này, trước khi họ có thử thách quay quảng cáo cho L'Oreal Paris ở trên đường phố. Kết quả là Cecile & Kassandra chiến thắng thử thách và sẽ được tham dự bữa tiệc cocktail cùng với Bastiaan.
Ngày tiếp theo, họ đã có buổi chụp hình tiếp theo cho Mango, trong khi họ phải tỏ ra thân mật cùng với người mẫu nam. Vào buổi đánh giá ngày hôm sau, Lilly được gọi tên đầu tiên còn Anne là thí sinh tiếp theo bị loại.
- Nhiếp ảnh gia: Pim Thomassen
- Khách mời đặc biệt: Anja Henneman

### Tập 6: In The Footsteps Of Gisele
Khởi chiếu: 26 tháng 11 năm 2007
5 cô gái còn lại háo hức quay về đóng gói đồ đạc để đi tới São Paulo và họ sau đó đã được di chuyển đến khách sạn sang trọng của họ. Ngày hôm sau, họ được đưa tới sân đậu trực thăng trên sân thượng của một tòa nhà cho buổi chụp hình tiếp theo trong áo tắm, khi họ phải tạo dáng trong khi bước ra khỏi một chiếc trực thăng. Sau đó, họ đã có một bữa tối tại nhà hàng và được học tiếng Bồ Đào Nha với giáo viên Granville Ries.
Ngày hôm sau, họ đã có một buổi nói chuyện với Daphne trước khi được đưa tới quản lí người mẫu Mega Models để tham gia vào thử thách casting cho 3 nơi: nhà thiết kế Andre Lima, nhà tạo mẫu tóc Celso Kamura & một nhiếp ảnh gia. Sau đó, Daphne thông báo với các cô gái là họ sẽ được đưa tới Salvador. Vào buổi đánh giá, Kassandra được gọi tên đầu tiên còn Lilly là thí sinh tiếp theo bị loại.
- Nhiếp ảnh gia: Han Lans
- Khách mời đặc biệt: Granville Ries, Fran Kohut, Andre Lima, Celso Kamura

### Tập 7: Havaianas And Capoeira
Khởi chiếu: 3 tháng 12 năm 2007
4 cô gái còn lại đã có một buổi tập võ Capoeira trước khi có thử thách múa võ trước khán giả, Carmen chiến thắng thử thách và cô chọn Kassandra để nhận thưởng là một bữa tối trong nhà hàng.
Ngày hôm sau, họ được đưa tới một bãi biển cho buổi chụp hình tiếp theo khi họ sẽ hoàn toàn khỏa thân và chỉ tạo dáng trong một chiếc áo khoác bò. Vào buổi đánh giá, Kassandra được gọi tên đầu tiên còn Sophie là thí sinh tiếp theo bị loại, trong buổi loại trừ đầy xúc động của các cô gái.
- Nhiếp ảnh gia: Philip Riches

### Tập 8: And Then There Were 3
Khởi chiếu: 10 tháng 12 năm 2007
Đây là tập ghi lại khoảnh khắc từ đầu cuộc thi. 3 cô gái còn lại đã quay về Amsterdam và sẽ quay trở về nhà của họ. Ban giám khảo sẽ đi thăm từng người một và nói chuyện với gia đình và bạn bè của họ. Cô còn hỏi với các cô gái rằng họ sẽ chuẩn bị như thế nào trong đêm chung kết được truyền hình trực tiếp vào tuần sau.

### Tập 9: Live Final
Khởi chiếu: 17 tháng 12 năm 2007
Trong đêm chung kết được truyền hình trực tiếp, 3 cô gái cuối cùng cùng với những cô gái bị loại trước đó đã có những chương trình trình diễn thời trang cho nhiều nhà thiết kế, trong đó có qua phần biểu diễn của nhóm nhạc Sugababes qua ca khúc mới nhất của họ, Change. Sau đó, khán giả bây giờ được bỏ phiếu cho thí sinh yêu thích của họ và tỷ lệ phiếu bầu sẽ được tính trên 50 điểm. Mỗi giám khảo sau đó cũng có 10 điểm để chọn thí sinh yêu thích của họ. Buổi chụp hình cuối cùng cho L'Oreal Paris và buổi chụp hình tạo dáng trong đầm dạ hội với với xe môtô do Sylvia Geersen cố vấn của 3 cô gái sau đó đã được trình chiếu.
Vào phần công bố két quả, mỗi giám khảo phải viết ra tên của thí sinh mà họ muốn giành chiến thắng và mỗi lá phiếu sẽ trị giá 10 điểm. Đầu tiên là 50% tổng kết quả từ kết quả của giám khảo, Cecile được nhận 30 điểm từ Annariet, Philip & Karin còn Kassandra nhận được 20 điểm từ Philip & Rosalie, trong khi Carmen không nhận được một phiếu bầu nên tỉ lệ bây giờ là 30-20-0. Tiếp theo là dựa vào 50% tổng kết quả từ kết quả của khán giả, Cecile đã nhận được số phần trăm lớn hơn Kassandra & Carmen với tỉ lệ là 35-12-3. Và với tỉ lệ 65-32-3, Carmen trở thành á quân 2, Kassandra là á quân và Cecile đã trở thành quán quân thứ ba của Holland's Next Top Model.
- Nhiếp ảnh gia: Carli Hermès, Allard Honigh
- Khách mời đặc biệt: Anneriet van Schaijk, Amelle Berrabah, Heidi Range, Jade Ewen, Sylvia Geersen

## Thứ tự gọi tên
| 1  | Nana      | Cecile    | Lilly     | Lilly Sophie     | Lilly     | Kassandra | Kassandra | Cecile    |  |  |  |  |  |  |
| 2  | Iris      | Sophie    | Sophie    | Lilly Sophie     | Carmen    | Sophie    | Cecile    | Kassandra |  |  |  |  |  |  |
| 3  | Cicilia   | Carmen    | Carmen    | Cecile Kassandra | Cecile    | Cecile    | Carmen    | Carmen    |  |  |  |  |  |  |
| 4  | Carmen    | Kassandra | Kassandra | Cecile Kassandra | Sophie    | Carmen    | Sophie    |           |  |  |  |  |  |  |
| 5  | Kassandra | Lilly     | Cecile    | Anne Carmen      | Kassandra | Lilly     |           |           |  |  |  |  |  |  |
| 6  | Monique   | Anna      | Anna      | Anne Carmen      | Anne      |           |           |           |  |  |  |  |  |  |
| 7  | Anna      | Monique   | Anne      | Anna Monique     |           |           |           |           |  |  |  |  |  |  |
| 8  | Sophie    | Anne      | Monique   | Anna Monique     |           |           |           |           |  |  |  |  |  |  |
| 9  | Cecile    | Nana      | Nana      |                  |           |           |           |           |  |  |  |  |  |  |
| 10 | Lilly     | Shardene  |           |                  |           |           |           |           |  |  |  |  |  |  |
| 11 | Anne      | Cicilia   |           |                  |           |           |           |           |  |  |  |  |  |  |
| 12 | Shardene  |           |           |                  |           |           |           |           |  |  |  |  |  |  |

     Thí sinh bị loại
     Thí sinh bị loại ngoài phòng giám khảo
     Thí sinh dừng cuộc thi
     Thí sinh chiến thắng cuộc thi
- Ở tập 1, từ 100 thí sinh được chuyển xuống thành 12 thí sinh chung cuộc. Iris bị loại ở cuối tập.
- Ở tập 2, Cicilia dừng cuộc thi vì từ chối diện mạo mới của mình.
- Ở tập 4, Thí sinh được gọi theo cặp để đánh giá.
- Tập 8 là tập ghi lại khoảnh khắc từ đầu cuộc thi.

### Buổi chụp hình
- Tập 1: Ảnh mở đầu chương trình
- Tập 2: Tạo dáng xung quanh những cánh tay cho Gc
- Tập 3: Nhảy bungee từ trên cao cho Lu
- Tập 4: Phong cách trượt patinh cho L'Oreal Paris; Ảnh thẻ trắng đen
- Tập 5: Thân mật với người mẫu nam cho Mango
- Tập 6: Áo tắm bên trực thăng trên tầng thượng
- Tập 7: Khỏa thân cùng với áo khoác bò trên bãi biển
- Tập 9: Ảnh quảng cáo cho L'Oreal Paris; Ảnh trắng đen tạo dáng trong đầm dạ hội với với xe môtô